# المحيار (حبيش)

تعديل مصدري - تعديل

المحيار محلة تابعة لقرية عاش، التابعة لعزلة السلق بمديرية حبيش إحدى مديريات محافظة إب في الجمهورية اليمنية، بلغ تعداد سكانها 37 حسب تعداد اليمن لعام 2004.